# Маја (Будина мати)
Краљица Маја из племена Сакја је била мајка Готама Буде, и жена краља Судходане. 
Према будистичком предању, Маја је поседовала моралне врлине које су је учиниле подобном да буде мајка једног Буде, јер је живела честитим животом од свог рођења. На дан када је будући Буда зачет, Маја је уснила како је небеска бића односе на Хималаје, где су је жене богова окупале и обукле у одоре богиње; потом су је одвели у златну палату, где је, док је лежала на дивану, будући Буда у обличју белог слона ушао у њено тело кроз десни бок. Овај сан везује се за познату народну будистичку легенду, и често се описује на фрескама које украшавају храмове и пагоде у југоисточној Азији. Пред крај трудноће, како се ближило рођење детета, Маја се упутила да посети своју родбину у суседној Девадахи. Дете се родило за време њеног путовања, у лугу сала дрвећа Лумбини, док је Маја стајала поред једног дрвета сала, држећи се за његову грану. Порођај је, по предању, био без болова. Умрла је после седам дана, да би се, по предању, поново родила у Туситином рају, где је после просветљења отишао и Буда да јој проповеда дхарму. Карактеристично је за будистичко веровање да Будина мајка мора да умре убрзо након рођења будућег Буде, пошто не би било прикладно да мајка будућег Буде роди још неко дете.